# Jean Sainteny
Pour les articles homonymes, voir Sainteny.
Jean Sainteny, né Jean Roger le 29 mai 1907 au Vésinet et mort le 25 février 1978 à Paris, est un homme politique français, Compagnon de la Libération.

## Biographie
Jean Roger (en mai 1949, il est autorisé à porter officiellement son pseudonyme de résistant : Sainteny) étudie à Paris, aux lycées Condorcet et Janson-de-Sailly. Il intègre la banque de l’Indochine qui l’envoie en Indochine française en 1929. Il rentre en France en 1932 pour fonder une affaire d'assurances-conseil.

### Seconde guerre mondiale
Démobilisé en 1940, il rejoint la Résistance dans le Cotentin. Il est contacté en octobre 1940 par le commandant Georges Loustaunau-Lacau, qui organise un réseau de renseignement. Jean Roger n'est pas alors rattaché au réseau qui deviendra l'Alliance, et reste dans le Cotentin. Arrêté en septembre 1941, il est relâché faute de preuves. Avec son groupe, il rejoint l'Alliance début 1942, Roger conservant le contrôle du secteur du Cotentin.
Il recrute notamment le mari de sa sœur, le lieutenant Michel Fourquet,. En novembre 1942, il permet à Claude Hettier de Boislambert et à Antoine Bissagnet de s'évader.
« Dragon » (nom de code qui lui est attribué) devient peu après le responsable de la Normandie. Arrêté une nouvelle fois en septembre 1943, il s'échappe et passe dans la clandestinité, sous le nom de Sainteny. Parti à Londres en mars 1944, alors que le réseau est quasiment démantelé par les arrestations de ses chefs successifs (Léon Faye en septembre 1943, Paul Bernard en mars 1944), Roger retourne en France sur ordre de Marie-Madeleine Fourcade, chef du réseau, afin de prendre la tête des effectifs en zone occupée.
Son travail est efficace, permettant à neuf émetteurs situés entre Lorient, Paris, Le Mans et Soissons de transmettre les renseignements. Roger est également responsable du plan « DIP », visant à sonder les personnalités de Vichy concernant l'issue de la guerre. Il semble que des contacts aient été pris au moins avec Pierre Laval, intéressé. À la suite du recrutement d'un radio, agent double, Roger et la plupart de ses agents sont arrêtés le 7 juin.
Évadé le 4 juillet de la rue des Saussaies, il retrouve Fourcade à la fin du mois, à Paris. Elle vient de reprendre en main la totalité du réseau. Avec les opérations du débarquement de Normandie, les résistants apportent directement leurs renseignements à ceux qui en ont besoin[Quoi ?]. Les émissions par radio continuent ; Roger est chargé de transporter une partie du courrier à travers la ligne de front. Roger effectue deux fois ce trajet dangereux,, apportant notamment au général Patton les renseignements qui lui permettront d'investir Paris.
Après la libération de Paris, Jean Roger permet l'arrestation de Jean-Paul Lien, agent double de l'Abwehr qui avait facilité la capture de Léon Faye causant les arrestations qui ont suivi en septembre 1943.

### Après-guerre
En 1946, il est commissaire de la République pour le Tonkin et l'Annam du Nord et négocie avec Hồ Chí Minh. Il est à l'origine d'un accord avec le dirigeant Việt Minh pour que l'Indochine demeure dans l'Union française : l'accord Hô-Sainteny, qui devient caduc avec l'éclatement de la guerre d'Indochine. Dès lors, les partisans de la négociation étant devenus minoritaires, Sainteny ne joue plus qu'un rôle secondaire sur le théâtre indochinois. Il est blessé dans une embuscade. Après les accords de Genève de 1954, il retourne à Hanoï comme délégué du gouvernement français auprès du Nord Viêt Nam.
Il est commissaire général au Tourisme de 1959 à 1962. Élu député UNR-UDT en 1962 de la deuxième circonscription de la Seine (2e et 3e arrondissement de Paris), il entre au gouvernement Georges Pompidou en qualité de ministre des Anciens Combattants et Victimes de guerre. Il est titulaire de ce portefeuille entre le 28 novembre 1962 et le 8 janvier 1966.
De l'année 1967 à 1972, il est administrateur d'Air France. Il est également administrateur de l’Institut International d’administration publique en 1967, et fondateur et président de l’Office général de l’air en 1969 et du Fonds français pour la nature et l’environnement en 1970.
En 1969, il fonde l'Institut international bouddhique qui donne lieu à la création de la pagode du bois de Vincennes. À la cérémonie d'ouverture de cette pagode il prononcé un discours remarqué.
À partir de l'année 1970, il sert d'intermédiaire entre Henry Kissinger et l'ambassadeur de Chine à Paris pour établir des contacts avec Zhou Enlaï, ce qui conduit au voyage de Richard Nixon à Pékin en février 1972.
Le général de Gaulle le nomme membre du Conseil constitutionnel en 1968. Il y reste jusqu'à la fin de son mandat en 1977.

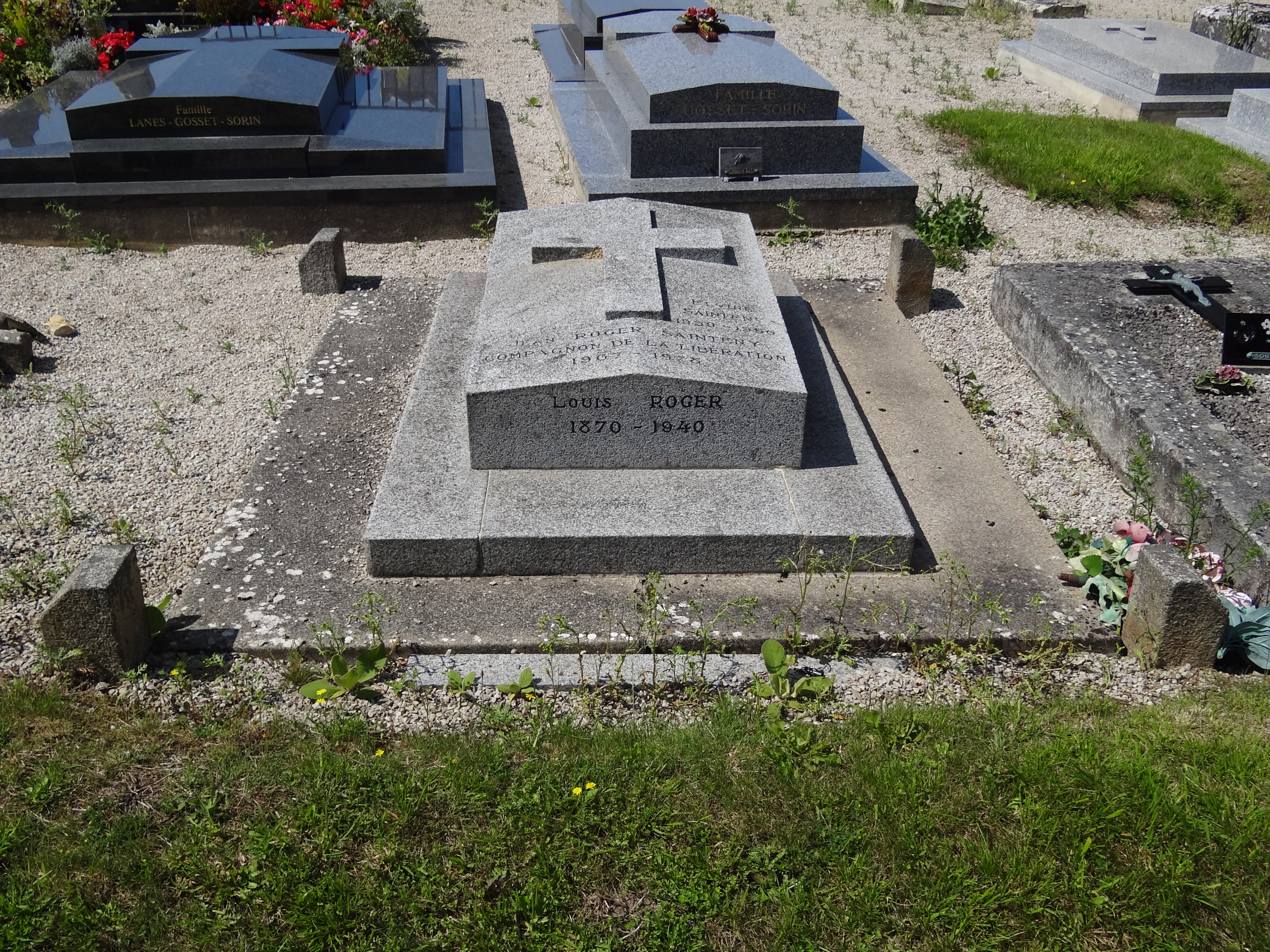
La tombe de Jean Sainteny au cimetière d’Aignerville à Formigny La Bataille (Calvados).

Pour lui rendre hommage, l'Académie des sciences morales et politiques distribue annuellement un prix Jean-Sainteny, destiné « à couronner un ouvrage concernant le développement politique, économique ou culturel ou les relations internationales, notamment en Asie du Sud-Est et en Afrique, dans l'esprit qui fut celui de l'action de Jean Sainteny ».

## Vie privée
En 1933, il épouse Lydie Sarraut (1907-2001), devenant ainsi gendre du président du Conseil Albert Sarraut (par ailleurs ancien gouverneur général de l'Indochine). Ils ont un fils.
En 1955, divorcé, il épouse Claude Dulong, archiviste paléographe, qui est plus tard membre de l’Académie des sciences morales et politiques. Ils ont deux enfants, Guillaume et Elvire.

## Décorations
- Grand officier de la Légion d'honneur
- Compagnon de la Libération par décret du 22 décembre 1945[1]
- Croix de guerre 1939–1945 (4 citations)
- Croix de guerre des Théâtres d'opérations extérieurs
- Médaille de la Résistance française avec rosette par décret du 24 avril 1946[18]
- Commandeur de l'ordre du Mérite combattant, ex officio en tant que ministre des Anciens combattants et victimes de guerre (1962)[19]
- Médaille coloniale avec agrafe "Extrême-Orient"

### Ouvrages de Jean Sainteny
- 1953 : Histoire d'une paix manquée : Indochine, 1945-1947, éd. Amiot-Dumont
- 1967 : Histoire d'une paix manquée : Indochine, 1945-1947, seconde édition augmentée d'annexes nouvelles, éd. Fayard
- 1970 : Face A Hô Chi Minh, éd. Seghers

### Autres
- Marie-Madeleine Fourcade, L'Arche de Noé, t. 1, Paris, éditions Fayard, coll. « Le Livre de poche » (no 3139), 1971 (réimpr. 1998) (1re éd. 1968), 414 p. (lire en ligne).
- Marie-Madeleine Fourcade, L'Arche de Noé, t. 2, Paris, éditions Fayard, coll. « Le Livre de poche » (no 3140), 1971 (réimpr. 1998) (1re éd. 1968), 446 p.
- Henri Noguères et Marcel Degliame-Fouché, Histoire de la Résistance en France : Et du Nord au Midi : novembre 1942-septembre 1943, vol. 3, Paris, Robert Laffont, 1er janvier 1972, 764 p. (ISBN 9782221236048, lire en ligne).
- Dominique Lormier, Les 100 000 collabos : Le fichier interdit de la collaboration française, Le Cherche-midi, coll. « Documents », 21 septembre 2017, 197 p. (ISBN 9782749150635, lire en ligne).